# Amphipoea pallescens-albo
Amphipoea pallescens-albo är en fjärilsart som beskrevs av Heydemann. Amphipoea pallescens-albo ingår i släktet Amphipoea och familjen nattflyn. Inga underarter finns listade i Catalogue of Life.